# General George Washington a Trenton
General George Washington a Trenton és un gran retrat de cos sencer a l'oli pintat el 1792 per l'artista estatunidenc John Trumbull del general George Washington a Trenton, Nova Jersey, la nit del 2 de gener de 1777, durant la Guerra d'Independència dels Estats Units. Aquesta és la nit després de la Batalla d'Assunpink Creek, també coneguda com la Segona Batalla de Trenton, i abans de la victòria decisiva a la batalla de Princeton l'endemà. L'artista considerava aquest retrat "el millor sens dubte dels que vaig pintar". El retrat es pot veure a la Yale University Art Gallery de New Haven, Connecticut, un regal de 1806 de la Society of the Cincinnati a Connecticut. Va ser encarregat per la ciutat de Charleston, Carolina del Sud, però va ser rebutjat per la ciutat, donant com a resultat que Trumbull pintés una altra versió.

## Encàrrec
El treball va ser encarregat per la ciutat de Charleston, Carolina del Sud, el 1792 per a commemorar la visita del president Washington el maig de 1791 durant el seu Sourhern Tour. Trumbull havia visitat Charleston abans, el febrer de 1791, per a pintar retrats de diversos líders, entre ells Charles Cotesworth Pinckney. Throbull va agafar l'encàrrec de William Loughton Smith, representant de Carolina del Sud i representant de Charleston, per a pintar Washington "en el moment més sublim... la nit anterior a la batalla de Princeton".

## Descripció
El general George Washington porta un uniforme militar complet, un abric blau sobre armilla i pantalons de color brillant. A la mà dreta sosté un espia i una espasa a la mà esquerra. Darrere d'ell hi ha Blueskin, el seu cavall animat i de color clar, subjectat pel noi de l'estable que es cuida dels cavalls. Més lluny hi ha el pont sobre l’Assunpink Creek i el molí proper, juntament amb artilleria i fogueres.

## Versió de Charleston

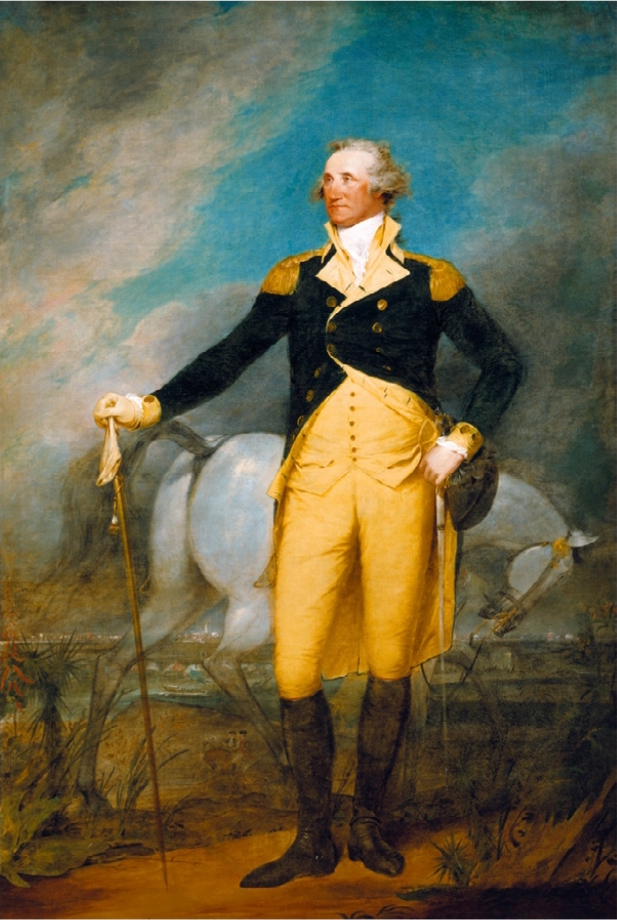
Washington a la ciutat de Charleston, de John Trumbull, 1792

Després que Smith va rebutjar la pintura, Trumbull va pintar una versió similar, però diferent per a la ciutat, titulada Washington at the City of Charleston. Ara es trobava a Charleston, amb la ciutat al fons, el riu Cooper i els vaixells al terme mitjà, i plantes locals en primer pla. Washington es mostra com Smith volia, "calmat, tranquil, pacífic". Porta guants a les dues mans, porta un barret a la mà esquerra que es mostra recolzat sobre la seva espasa, mentre subjecta un bastó amb la mà dreta. La pintura ara es pot veure a l'Ajuntament de Charleston.

## Altres versions
Trumbull va pintar una versió molt més petita (67 cm x 47 cm), titulat George Washington before the Battle of Trenton, c. 1792 –94, probablement per al seu amic Charles Wilkes, banquer de Nova York. És semblant a l'original, però amb canvis al fons i un cavall de badia. Va ser llegat al Museu Metropolitan d'Art l'any 1922 on es pot veure. El 1794, Trumbull va anar a Londres com a secretari de legació de John Jay durant les negociacions del Tractat de Jay. Havia fet una petita versió d'aquest retrat i més tard va supervisar el seu gravat per Thomas Cheesman, titulat George Washington, el 1796. Va ser assenyalat per l'historiador Justin Winsor com el millor gravat de les pintures de Trumbull i va ser utilitzat com a base per a diversos altres gravats. El 1845, William Warner Jr. va gravar Gen. Washington. Illman & Sons van gravar una versió de George Washington - On the Great Occasion of our Presidential Election de 1858. Alfred Daggett va gravar una versió, Washington a Trenton, Nova Jersey, el 2 de gener de 1777, que va ser publicada a Historical Collections of New Jersey, Past and Present per John W. Barber i Henry Howe el 1868. Un gravat titulat, General Washington at the Bridge Over the Assunpink Creek, va ser publicat al llibre de 1898, The Battles of Trenton and Princeton, de l'historiador William S. Stryker.

## Rebuda de la crítica
Throbull va descriure el pensament de Washington després de veure la superioritat de l'enemic a Trenton: 
L'historiador i pintor William Dunlap després de veure'l en la Galeria Trumbull de Yale va dir: "Aquesta és, en molts aspectes, una bona imatge, i pintada en els millors dies de l'artista".

## Galeria

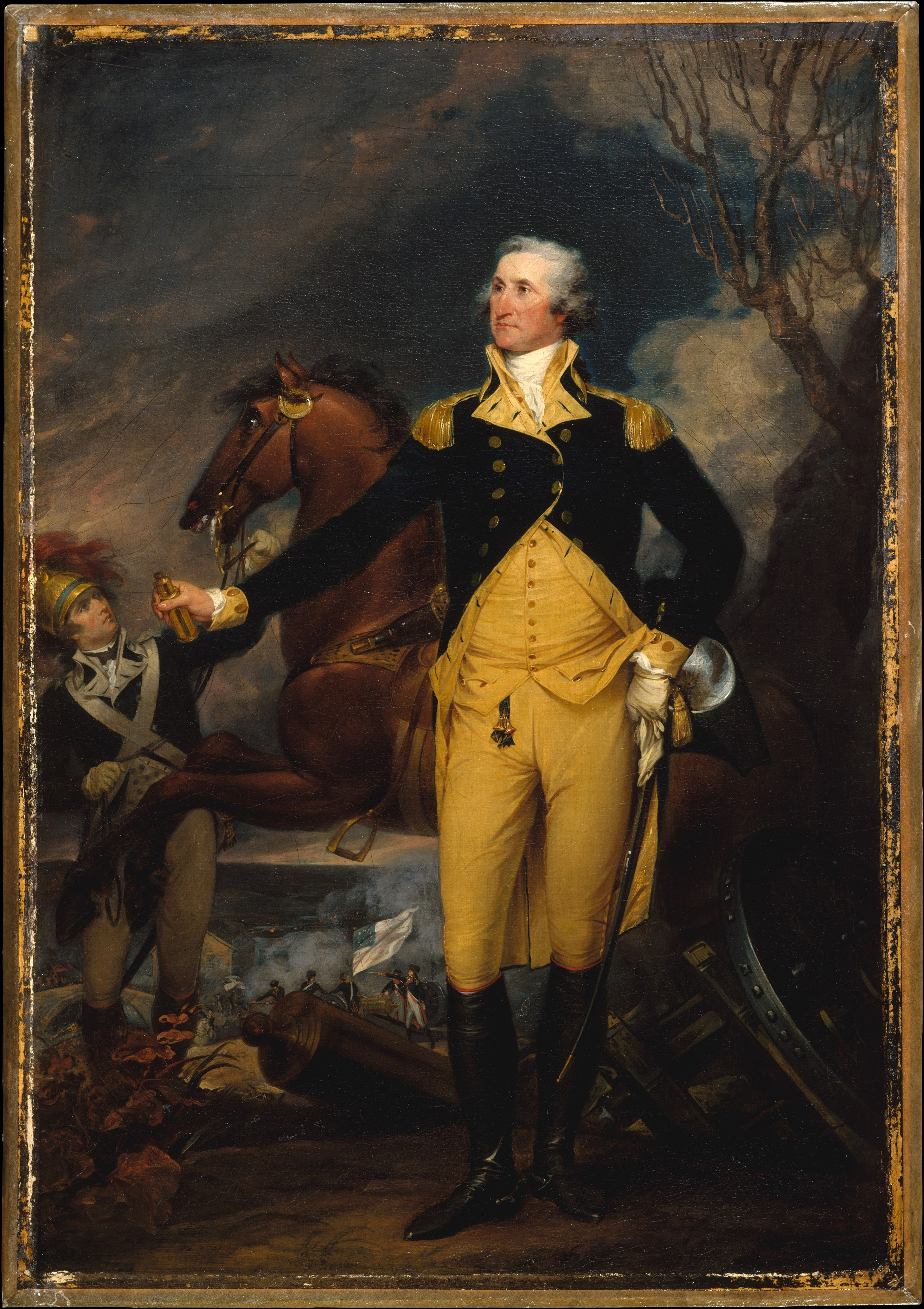
George Washington abans de la batalla de Trenton, per John Throbull, . 1792–94
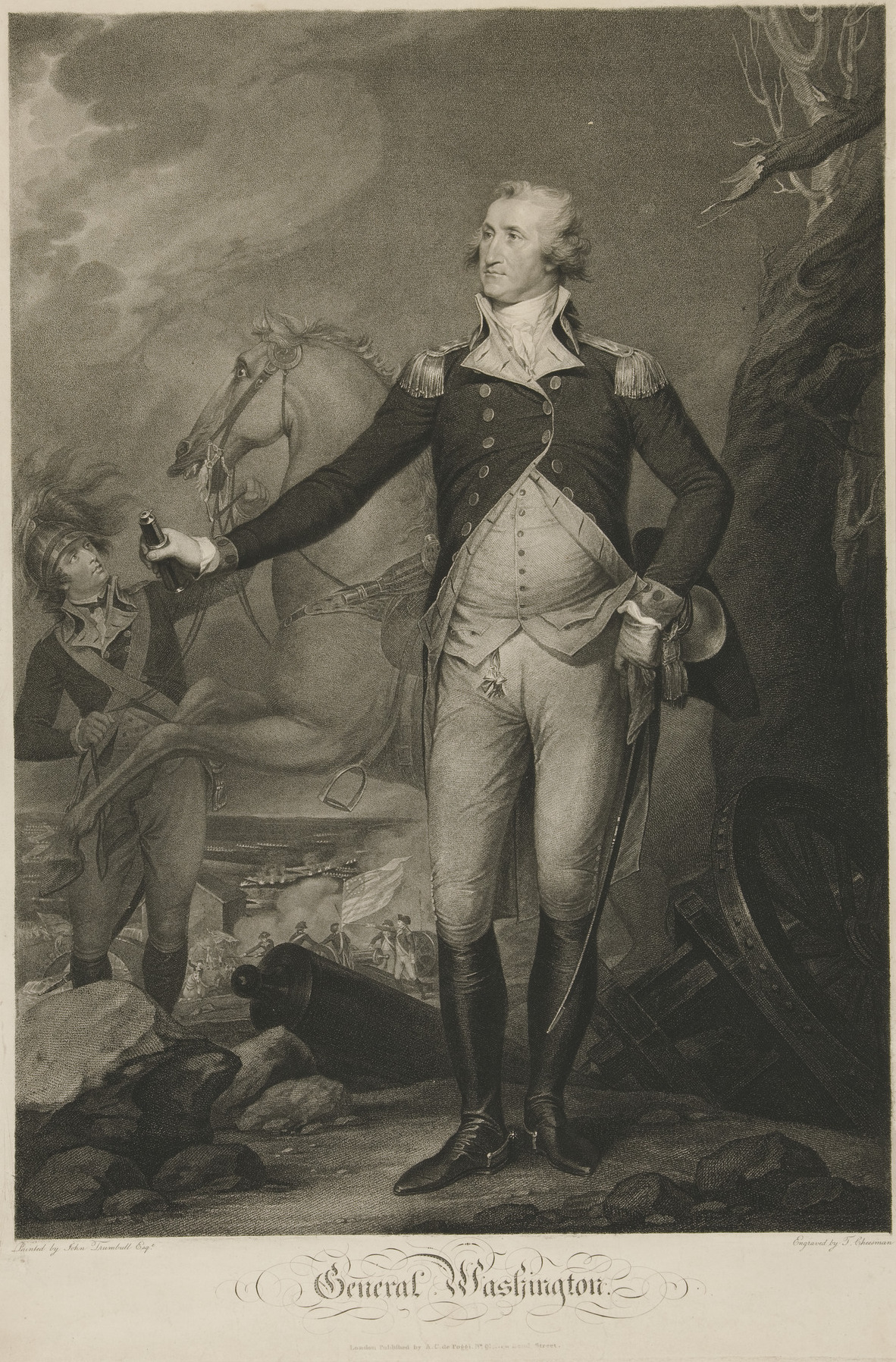
George Washington, gravat per Thomas Cheesman, 1796
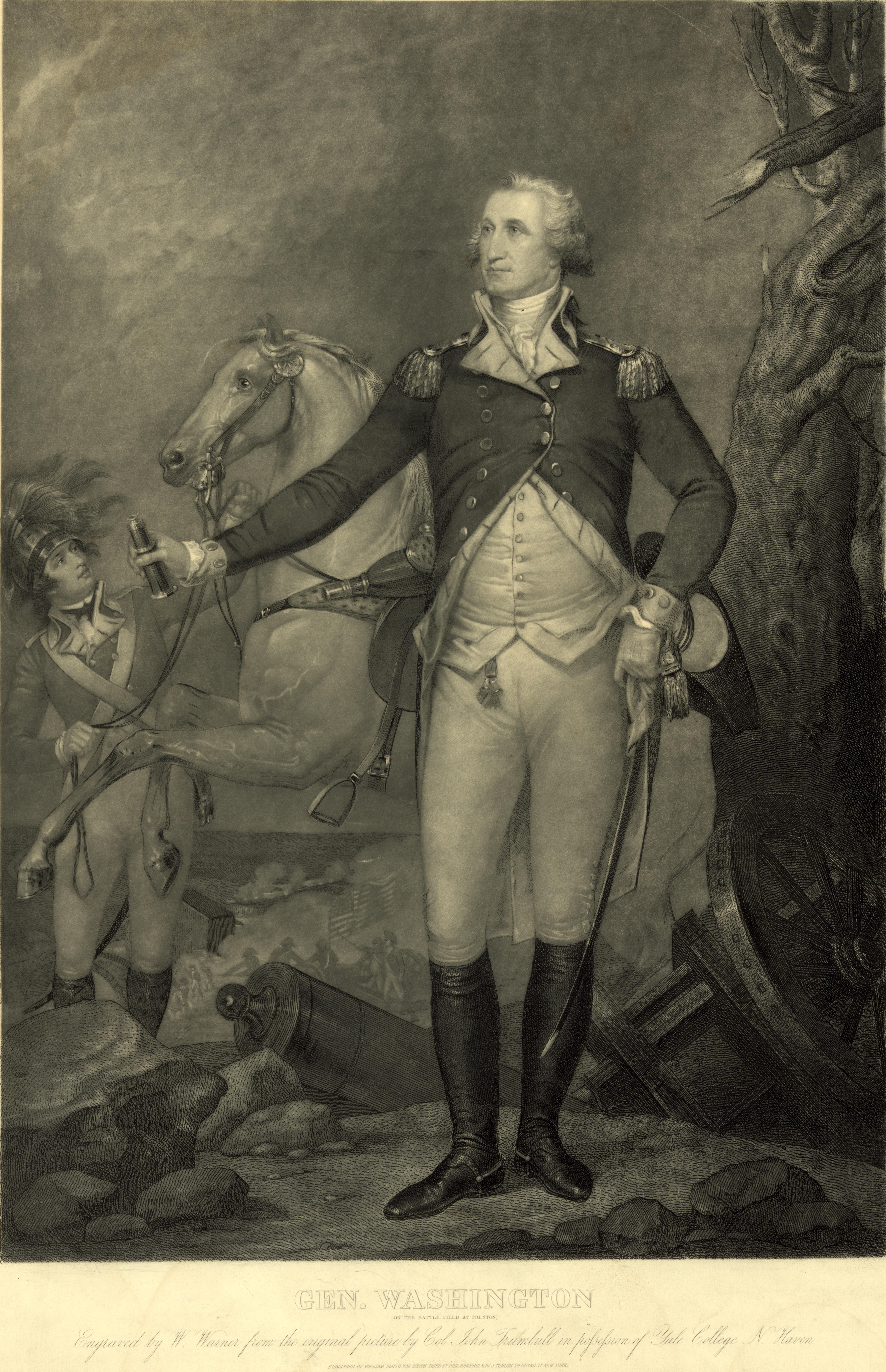
General Washington, en el camp de batalla de Trenton, gravat per William Warner Jr., 1845
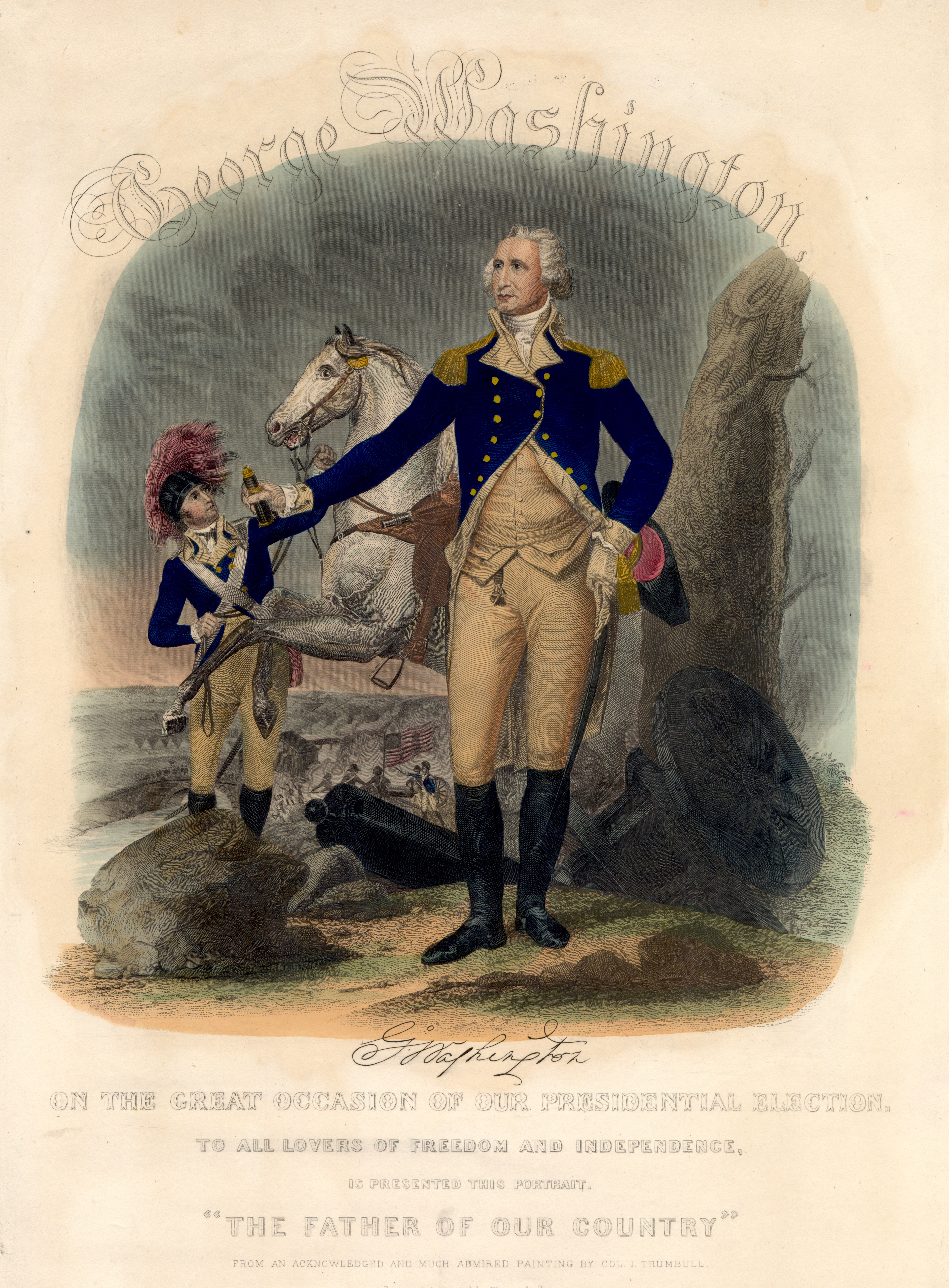
George Washington - En la gran ocasió de la nostra elecció presidencial, gravada per Illman & Sons, 1858
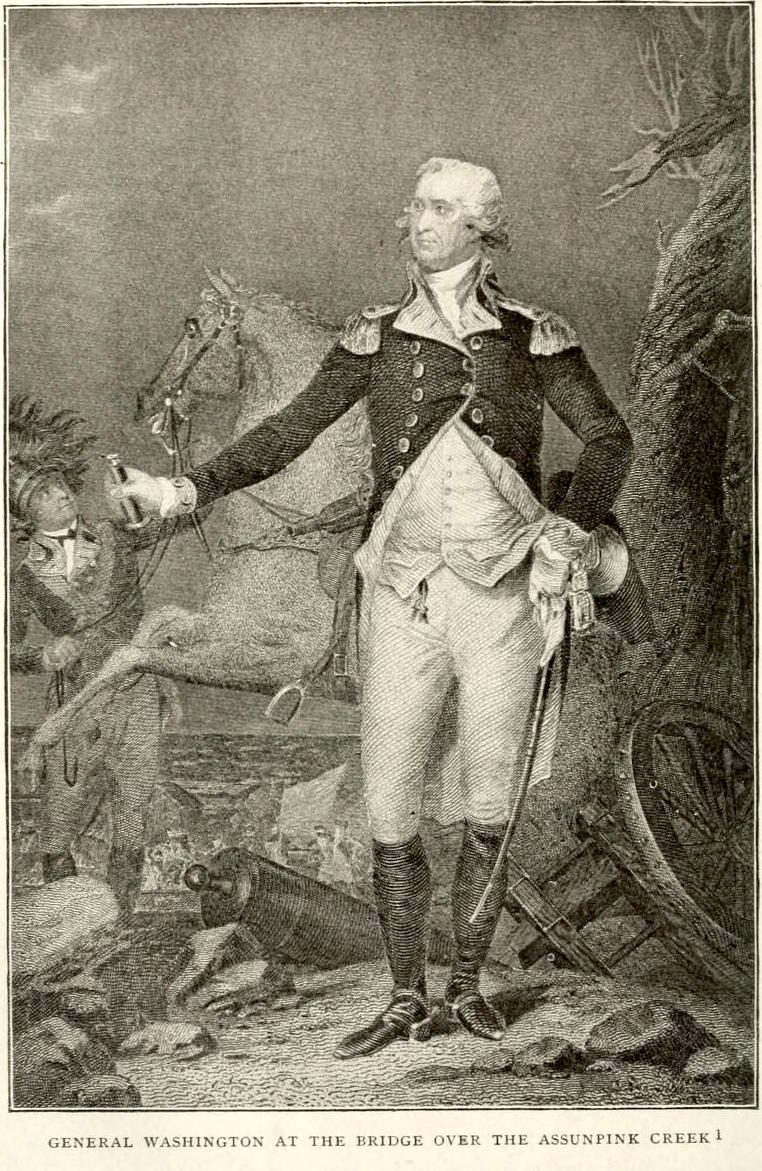
General Washington en el pont Over the Assunpink Creek, publicat per William S. Stryker, 1898
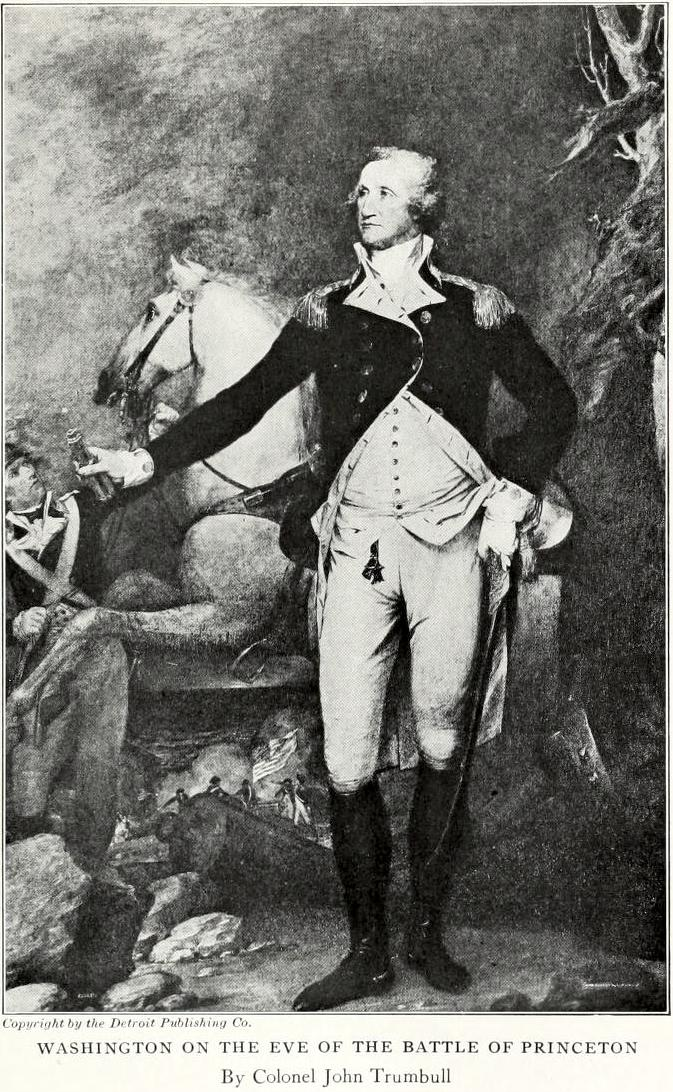
Washington en la vespra de la batalla de Princeton, foto de Detroit Publishing Co., 1912

## Llegat
L'Oficina de Correus dels Estats Units ha emès diversos segells de correus de George Washington a partir del detall del retrat en aquesta pintura. El primer es va emetre el 1860 amb un valor de nou centaus. Aquest segell va ser revisat i publicat l'any següent, 1861. El 1931, la Batalla de Yorktown commemorativa amb un valor de dos centaus va incloure aquest retrat. Com a part dels segells del bicentenari de Washington de 1932 es va emetre un segell amb un valor de sis centaus. Finalment, la Sèrie Commemorativa de l'Exèrcit i la Marina va incloure un segell amb un valor d'un cèntim el 1936.

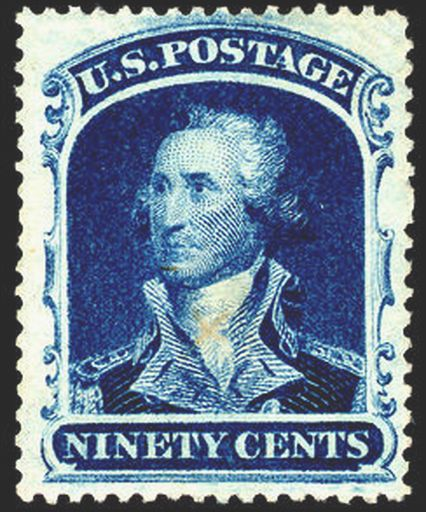
Emissió de 1860
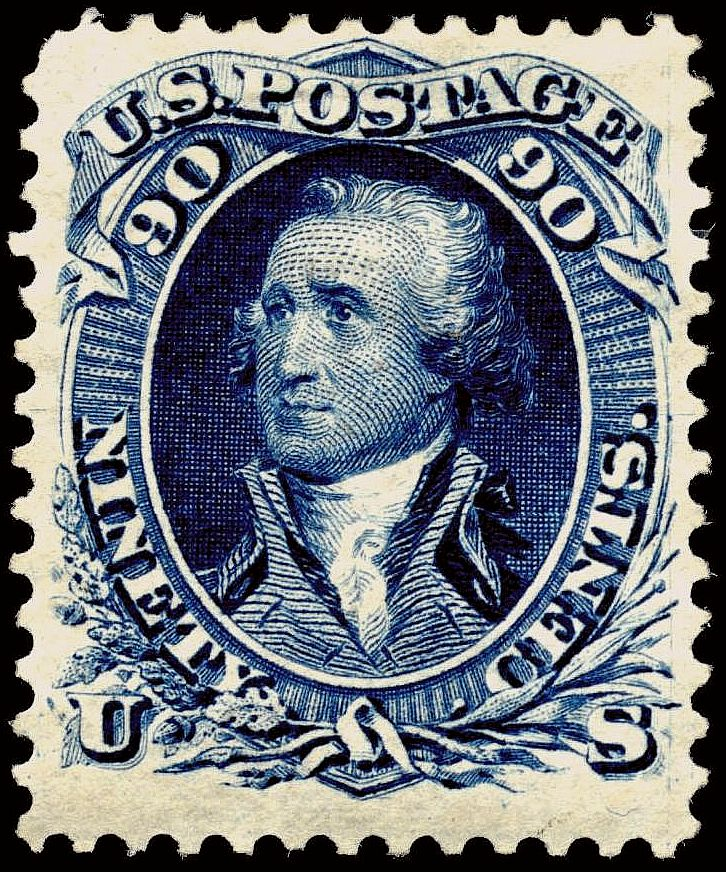
Emissió de 1861
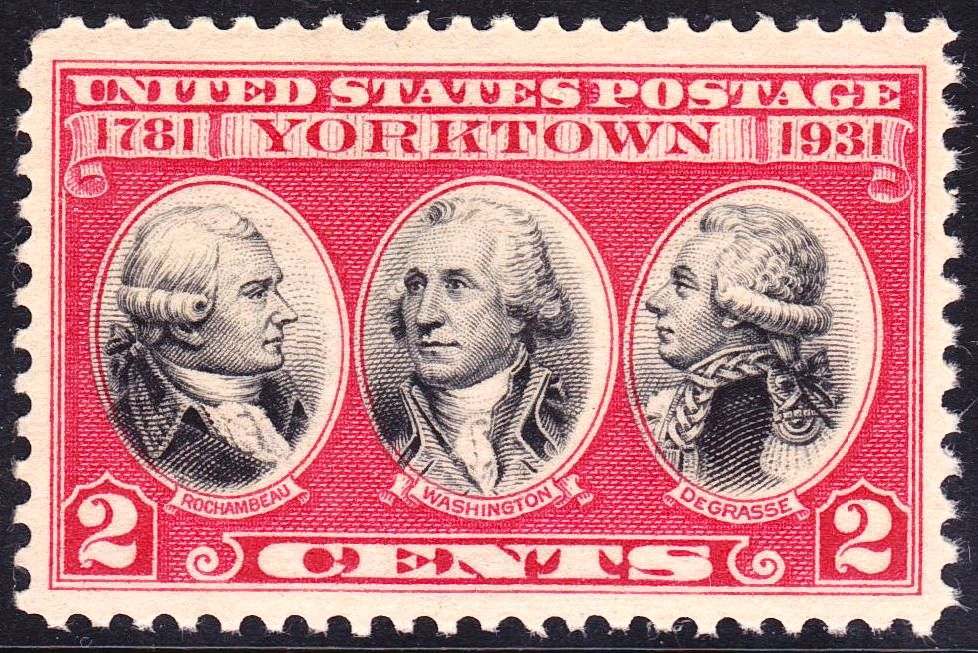
Número de 1931
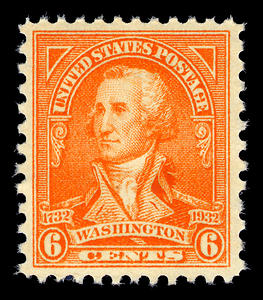
Número de 1932
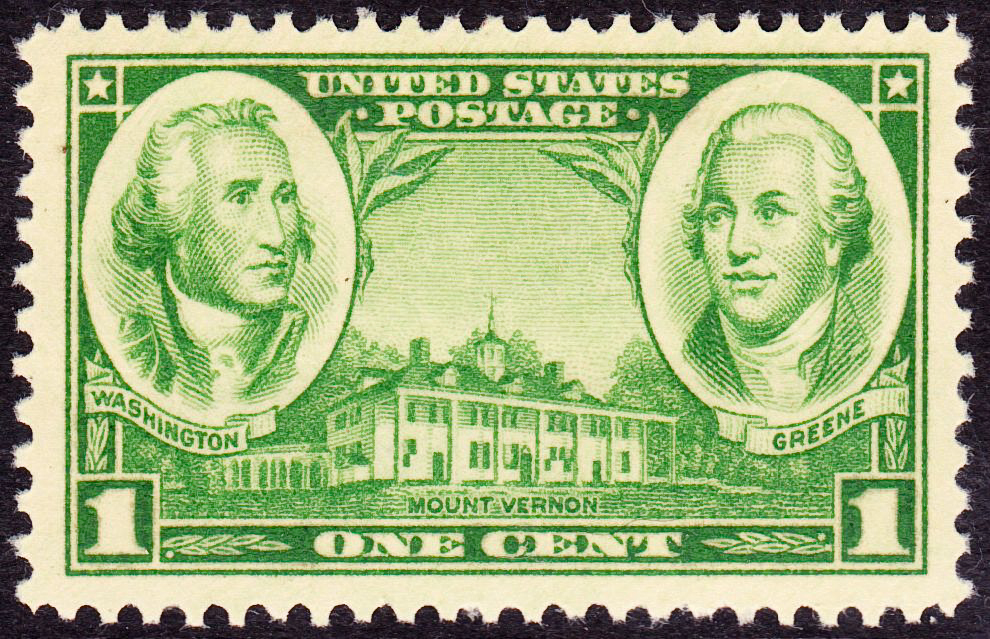
Número de 1936

El 21 de febrer de 1915, The New York Times va publicar una imatge a pàgina completa de la pintura amb la llegenda "General Washington, pintat pel seu oficial i amic, Coronel John Throbull", en la secció Foto, la primera vegada en Rotogravat.